# Električna stolica
Električna stolica je popularni naziv za izvršenje smrtne kazne elektrokucijom, u kojoj je osuđenik posjednut u stolac podvrgnut djelovanju električne struje. Izumio ju je njujorški zubar Alfred P. Southwick, godine 1888.
U državama čiji kazneni sustavi nisu ukinuli smrtnu kaznu danas postoje moderniji i čovječniji načini izvršenja smrtne kazne.

## Izvršenje
Nakon smještanja, osuđenik se veže remenima oko grudi, butina, potkoljenica i ruku. Dvije bakrene elektrode stavljaju se na osuđenikovu nogu i glavu. Glava se brije, a i noga na mjestu gdje se postavlja žica. Elektroda na glavi nalazi se u svojevrsnom šljemu koji se postavlja na glavu. Ispod šljema, a preko glave stavlja se spužva dobro namočena vodom ili specijalnim gelom, koji povećava provodnost, a sprječava gorenje. Preko lica postavlja se kožna maska, a stavljaju se i pelene.
Struja se pušta u serijama. Prva od 1700-2400 volti između 30 sekundi i 1 minute. Struja mora biti manja od šest ampera, da bi se sprječilo gorenje. Liječnik pregledava tijelo da utvrdi smrt. Ako nije nastupila, proces se ponavlja.
Potrebna su dva električna šoka, katkad tri i četiri, rijetko više od toga.

## Ponašanje tijekom izvršenja
Prvi šok uništava mozak i živčani sustav. Dolazi do potpune paralize, svi su mišići zgrčeni dok je uključena struja. U potpunosti se prekida rad srca i disanje. Sljedeći šok osigurava prestanak kucanja srca. Temperatura tijela kreće se od oko 59 stupnjeva, što uništava bjelančevine.
Fizičke odlike su pjena na ustima, crvenilo kože, krvav znoj, gorenje dlaka, izlučivanje fekalija, povraćanje krvi, pljuvačke i uriniranje. Vatra i dim obuhvaćaju tijelo, osobito glavu, kože otiče, a osuđenik čuje jak zvuk prženja i miris izgorjele kože.

## Povijest
Električna se stolica koristi samo u Sjedinjenim Američkim Državama, a od 1924. na Filipinima.
1886. država New York traži zamjenu za nečovječno vješanje. Nije prihvaćena ni jednosmjerna ni naizmjenična struja, jer ljudi ne bi željeli u kućama koristiti struju koja ubija zločince i životinje. 4. lipnja 1888. New York odobrava kaznu, a koristi se za zločine počinjene poslije 1. siječnja 1889.
Prvi osuđeni bio je William Kemmler. Nakon odbijanja tužbe za nečovječnost, 25 svjedoka i 14 liječnika bilo je prisutno izvršenju 6. kolovoza 1890.
Nitko nije bio oduševljen "užasnim pečenjem" u čovječnoj kazni.
Nad ženama ova kazna je izvršena 25 puta u 20. i jednom u 21. stoljeću.

## Danas
Nakon što je 1977. izumljena "smrtonosna injekcija", udio usmrćivanja električnom stolicom je znatno pao. Rabi se još uvijek u sljedećim američkim državama:
- Alabama
- Virginia
- Kentucky
- Nebraska
- Tennessee
- Florida
- Georgia

Jedini je način izvršenja samo u Nebraski.
U zakonima Oklahome i Illinoisa moguće ju je ponovno uvesti ako se injekcija proglasi neustavnom.